# Захарян, Георгий Артаваздович
Георгий Артаваздович Захарян (род. 22 декабря 1946) — советский борец классического стиля, чемпион СССР, мастер спорта СССР международного класса (1966). Увлёкся борьбой в 1961 году. В 1964 году выполнил норматив мастера спорта СССР. Участвовал в девяти чемпионатах СССР. Победитель международных турниров.

## Спортивные результаты
- Чемпионат СССР по классической борьбе 1968 года — ;
- Чемпионат СССР по классической борьбе 1969 года — ;